# Tele Regio Combi

Ehemaliges Logo

Der Tele Regio Combi (bis 2009 Tele News Combi) ist ein Verbund von Schweizer Regionalfernsehstationen. Hauptziel ist die Vermarktung von Werbung sowie der Austausch von Newsmaterial und Magazinsendungen.

## TV-Stationen
Mitglieder sind sechs grosse Deutschschweizer Regionalfernsehstationen:
- Telebasel
- TeleBärn
- TVO
- Tele M1
- Tele 1
- TeleZüri